# Трегубов, Николай Иванович
Трегубов Николай Иванович (7 апреля 1912 года, Ставрополь — 3 января 1997 Киев) — украинский артист балета, балетмейстер, заслуженный деятель искусств УССР (1964).

## Биография
Трегубов Николай Иванович родился 7 апреля 1912 года в городе Ставрополь. В 1935 году окончил Ленинградское хореографическое училище по классу педагогов В. И. Пономарева и В. А. Семенова.
В 1935—1936 годах работал солистом Ленинградского театра оперы и балета им. С. М. Кирова (Мариинский театр), в 1937—1940 годах — в Киевском театре оперы и балета (Национальная опера Украины).
С 1940 по 1941 год был балетмейстером Львовского театра оперы и балета. Ставил спектакли «Красный мак» Р. Глиэра, «Дон Кихота», «Пер Гюнт» композитора Грига по одноименной пьесе норвежского писателя Генрика Ибсена. В 1948—1958 годах работал главным балетмейстером Львовского театра оперы и балета, в 1958—1970 годах — главным балетмейстером Одесского театра. Сотрудничал с известным балетмейстером Евгением Вигилёвым.
С 1971 года был педагогом в Киевском институте культуры им. А. Е. Корнейчука.
Среди исполненных мастером балета партий:
- Андре — «Фадетта» на музыку Делиба;
- Андрей — «Екатерина» на музыку А.Рубинштейна и Адана;
- Базиль — «Дон Кихот» Минкуса;
- Вацлав — «Бахчисарайский фонтан» Асафьева;
- Кавказский пленник — «Кавказский пленник» Цезаря Кюи;
- Степан — «Лилея» Данькевича.

Поставил спектакли:
- «Медный всадник» Р. Глиэра;
- «Лауренсия» Александра Крейна — 1950;
- «Платок Довбуша» А. Кос-Анатольского — 1951;
- «Юность» М. Чулаки — 1952;
- «Маруся Богуславка» А. Свечникова — 1953;
- «Шурале» Ф. Яруллина — 1953;
- «Семь красавиц» — 1954;
- «Эсмеральда» — 1954;
- «Жизель» Адольфа Адана — 1954;
- «Лебединое озеро» П. Чайковского — 1956;
- «Пер Гюнт» на музыку Грига — 1956;
- «На берегу моря» Юзелюнаса — 1956;
- «Крыло сойки» Кос-Анатольского — 1956;
- «Сорочинская ярмарка» Гомоляки — 1956;
- «Аладдин и волшебная лампа» Савельева — 1957;
- «Бахчисарайский фонтан» — 1958;
- «Пан Твардовский» Ружицкий — 1958;
- «Торжество любви» Ю. Знатокова — 1959;
- «Лесная песня» М. Скорульского — 1962;
- «Спартак» А. Хачатуряна — 1962;
- «Берег надежды» А. Петрова — 1963;
- «Отелло» А. Мачавариани — 1964;
- «Дюймовочка» Русинова — 1965;
- «Песня синих морей» Б. Буевского — 1967.